# Seleção Piauiense de Futebol
A Seleção Piauiense de Futebol é a convocação dos melhores jogadores do estado do Piauí para a disputa de amistosos ou competições, como entre 1922 e 1987 para a disputa do Campeonato Brasileiro de Seleções Estaduais (com várias interrupções).

## História
Disputou o Campeonato Brasileiro de Seleções Estaduais, mais sem grandes resultados nessa competição. além de já ter realizado amistosos com outras seleções estaduais e clubes, como Flamengo, aonde paralisará o Campeonato Piauiense de Futebol, pra contar com jogadores dos clubes que disputam o campeonato.

## Jogadores
Baseado na convocação para o amistoso, contra o Flamengo, que será realizado no dia 31 de maio.

## Jogos da Seleção Piauiense
| Data               | Local            | Time mandante     | Time visitante | Placar |
| ------------------ | ---------------- | ----------------- | -------------- | ------ |
| 31 de maio de 2012 | Estádio Albertão | Seleção Piauiense | Flamengo       | 0 – 2  |